# Louis Wain
Louis William Wain (Clerkenwell, 5 de agosto de 1860 - 4 de julho de 1939) foi um artista inglês mais conhecido por seus desenhos de gatos antropomorfizados de olhos grandes.
Wain nasceu em Clerkenwell, Londres em 5 de agosto de 1860. Em 1881 vendeu seu primeiro desenho e no ano seguinte abandonou o cargo de professor para se tornar ilustrador em tempo integral. Casou-se em 1884, mas ficou viúvo três anos depois. Em 1890 mudou-se para a costa de Kent com a mãe e cinco irmãs, e, exceto pelos três anos passados em Nova Iorque, lá permaneceu até a família retornar a Londres em 1917. Sete anos depois, foi certificado como louco e passou os quinze anos restantes de sua vida em hospitais psiquiátricos, onde continuou a desenhar e pintar. Algumas de suas pinturas abstratas posteriores foram citadas como precursoras da arte psicodélica.
Wain produziu centenas de desenhos e pinturas por ano para periódicos e livros, incluindo o Anuário de Louis Wain, de 1901 a 1921. Seu trabalho também apareceu em cartões postais e publicidade, e ele fez breves aventuras em cerâmica e desenhos animados. Apesar de sua popularidade e produção prolífica, Wain não ficou rico, possivelmente porque vendeu seu trabalho barato e renunciou aos direitos autorais, e também porque sustentou sua mãe e cinco irmãs.

## Biografia

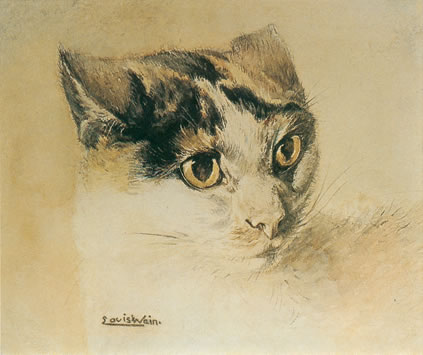
Um gato desenhado de forma realista desde o início da carreira de Wain

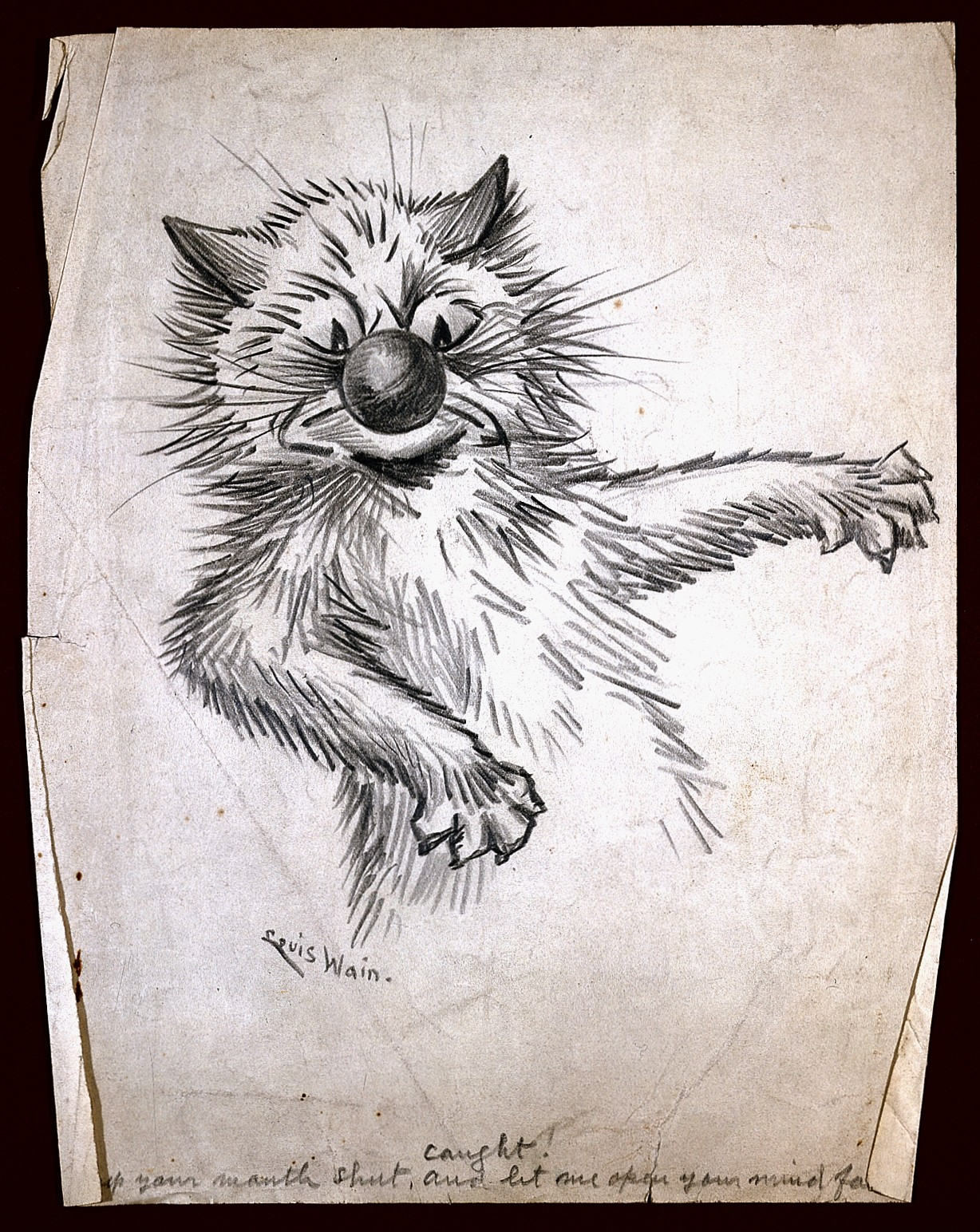
Desenho de Louis Wain intitulado Caught! Keep your mouth shut and let me open your mind for you'

Wain nasceu em 5 de agosto de 1860 em Clerkenwell, Londres. Seu pai, William Matthew Wain (1825–1880), era um comerciante têxtil, morando em Londres, mas originalmente de Leek, Staffordshire; sua mãe, Julie Felicie Boiteux (1833–1910), era bordadeira de igreja de uma família de origem francesa. O avô materno de Wain, Louis Boiteux, era um artista. Wain foi o primeiro filho e o único menino sobrevivente da família. Seu nascimento foi seguido pelo de Caroline em 1862, Josephine em 1864, um menino natimorto em 1866, Claire em 1868 e Felicie e Marie em 1871. :9
Wain nasceu com lábio leporino e quando criança não gozava de boa saúde; ele não frequentou a escola até os dez anos. Ele foi enviado primeiro para a Orchard Street Foundation School, em South Hackney, mas passou a maior parte do tempo faltando às aulas e vagando por Londres, assistindo a palestras na Royal Polytechnic Institution ou participando de expedições de caça a insetos no campo. De 1873 a 1876 frequentou a St Joseph's Academy em Kennington, uma escola católica (a família Wain era católica). Ele então fez um curso na West London School of Art e foi contratado como mestre assistente na escola. :10-14 

## Carreira artística

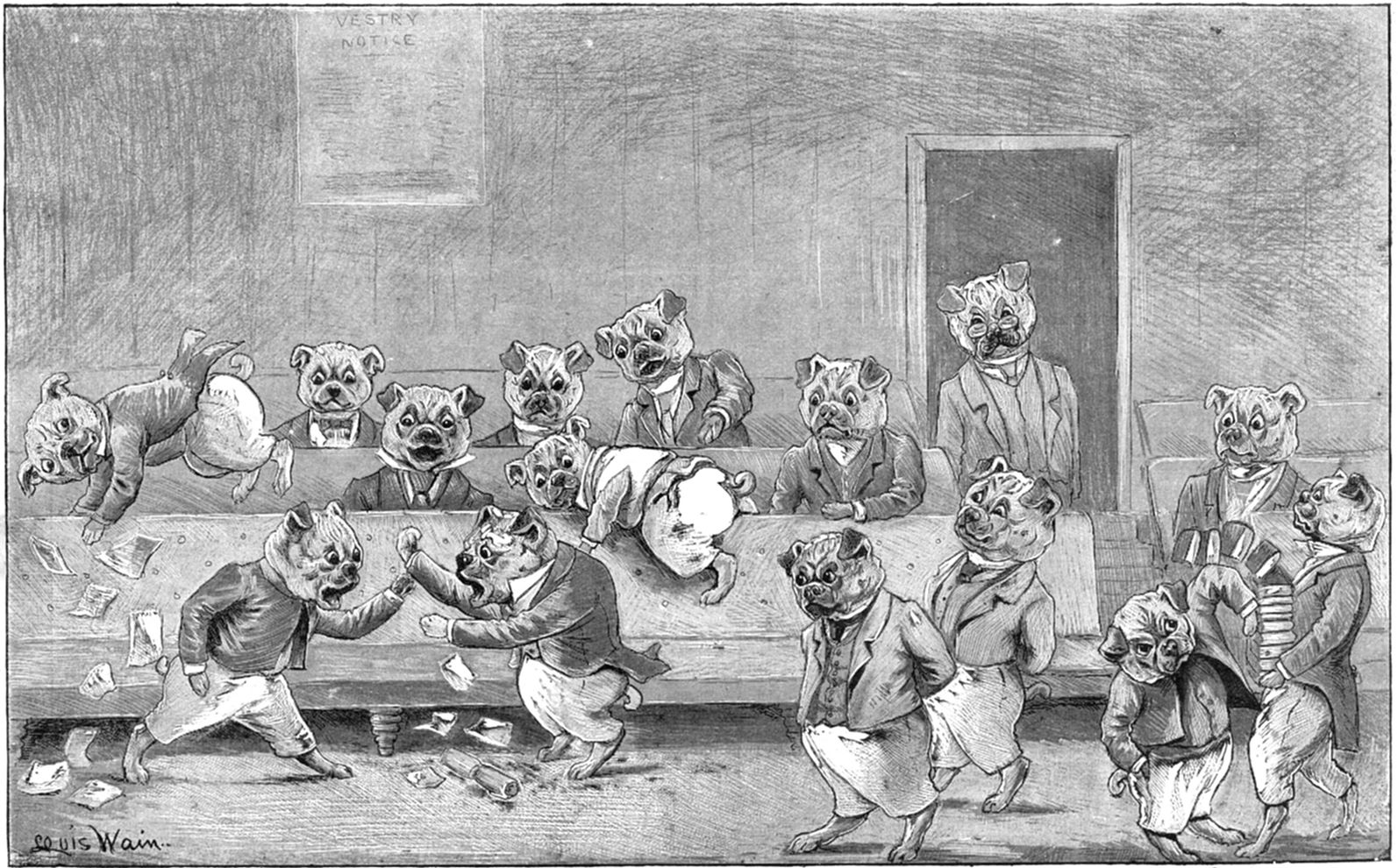
Uma das primeiras caricaturas de Louis Wain, apresentando pugs em vez de gatos

Em dezembro de 1881, o primeiro desenho de Wain a ser publicado apareceu na edição de Natal de 1881 do Illustrated Sporting and Dramatic News . Era uma foto de dom-fafe em arbustos de louro, com o título errado de "Café da Manhã dos Robins". No ano seguinte, foi-lhe oferecido um cargo na revista e pôde desistir do cargo de professor na West London School of Art. :16
Em 30 de janeiro de 1884, Wain casou-se com Emily Marie Richardson, que havia sido governanta de suas irmãs, na Capela de Santa Maria, Hampstead. O casal morava em Hampstead e se juntou a Peter, um gatinho preto e branco. Emily desenvolveu câncer de mama logo após o casamento; Peter foi um conforto para ela e também, como Wain diria mais tarde, lançou as bases de sua carreira como artista felino. :18 Incentivado por sua esposa, Wain vendeu seus primeiros desenhos de gatos publicados para o The Illustrated London News em 1884. Nessa época, ele também fazia reportagens sobre feiras agrícolas e de animais de estimação, e recebia encomendas de retratos de animais. Em 1886, suas fotos de gatos foram mais amplamente notadas e ele foi contratado pela Macmillan para ilustrar um livro infantil, Mrs Tabby's establishment. :18-19 A sua fama consolidou-se com a publicação numa edição de Natal do The Illustrated London News do seu primeiro desenho de gatos antropomorfizados, A Kitten's Christmas Party, que mostra 150 gatos em onze painéis. Wain teve pouco tempo para compartilhar seu sucesso com a esposa; Emily morreu em janeiro de 1887, após apenas três anos de casamento. :18

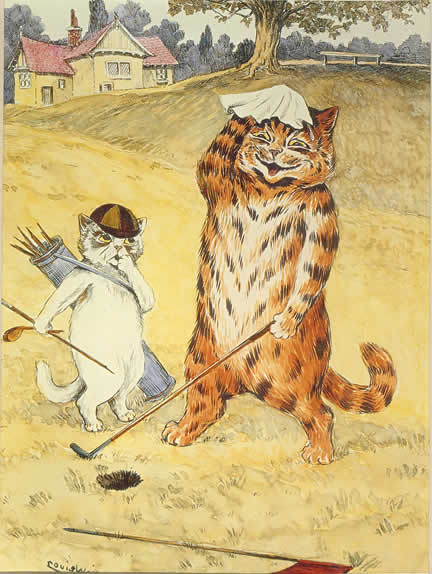
Wain é conhecido por seus gatos antropomórficos.

Quando jovem viúvo, Wain alugou quartos em New Cavendish Street, na cidade de Westminster, e mudou-se em círculos um tanto boêmios que incluíam jornalistas e artistas como Herbert Railton, Caton Woodville, Linley Sambourne, Harry Furniss, Melton Prior e Phil May. Nas noites musicais, ele improvisava ao piano. :25-26 Ele trabalhou para construir sua reputação aceitando encomendas de diversos assuntos, incluindo desenhos arquitetônicos e paisagísticos, bem como animais, para diversas revistas. Em 1890 ele era um nome familiar e, em reconhecimento à sua experiência com gatos, foi eleito presidente do National Cat Club. Duas ilustrações de festas de Natal de gatos em 1890 marcaram um novo desenvolvimento em seu estilo de desenhar gatos, pois assumiram características mais humanas, com Wain frequentemente fazendo esboços preliminares de pessoas em locais públicos. :26-27
O pai de Wain morreu em 1880. Seu relacionamento com a mãe e cinco irmãs, nenhuma das quais casada, foi tenso porque não aprovaram seu casamento com Emily. Mas em 1890 houve uma reconciliação e a família mudou-se para a estância balnear de Westgate-on-Sea, Kent, onde alugaram uma casa pertencente a Sir William Ingram, diretor-gerente do Illustrated London News. Wain começou a praticar jardinagem e caminhadas, bem como vários esportes, incluindo corrida, natação, patinação no gelo, boxe e esgrima. Duas irmãs de Wain, Claire e Felicie, eram artistas talentosas, mas era Wain quem tinha que sustentar toda a família e, embora fosse um artista popular e de sucesso, o dinheiro sempre foi curto. Às vezes, as contas eram pagas com fotos. :33 Vender suas fotos junto com os direitos autorais a baixo custo para as editoras significou que ele não recebeu royalties quando seu trabalho foi reproduzido e o deixou em circunstâncias difíceis mais tarde na vida. :42

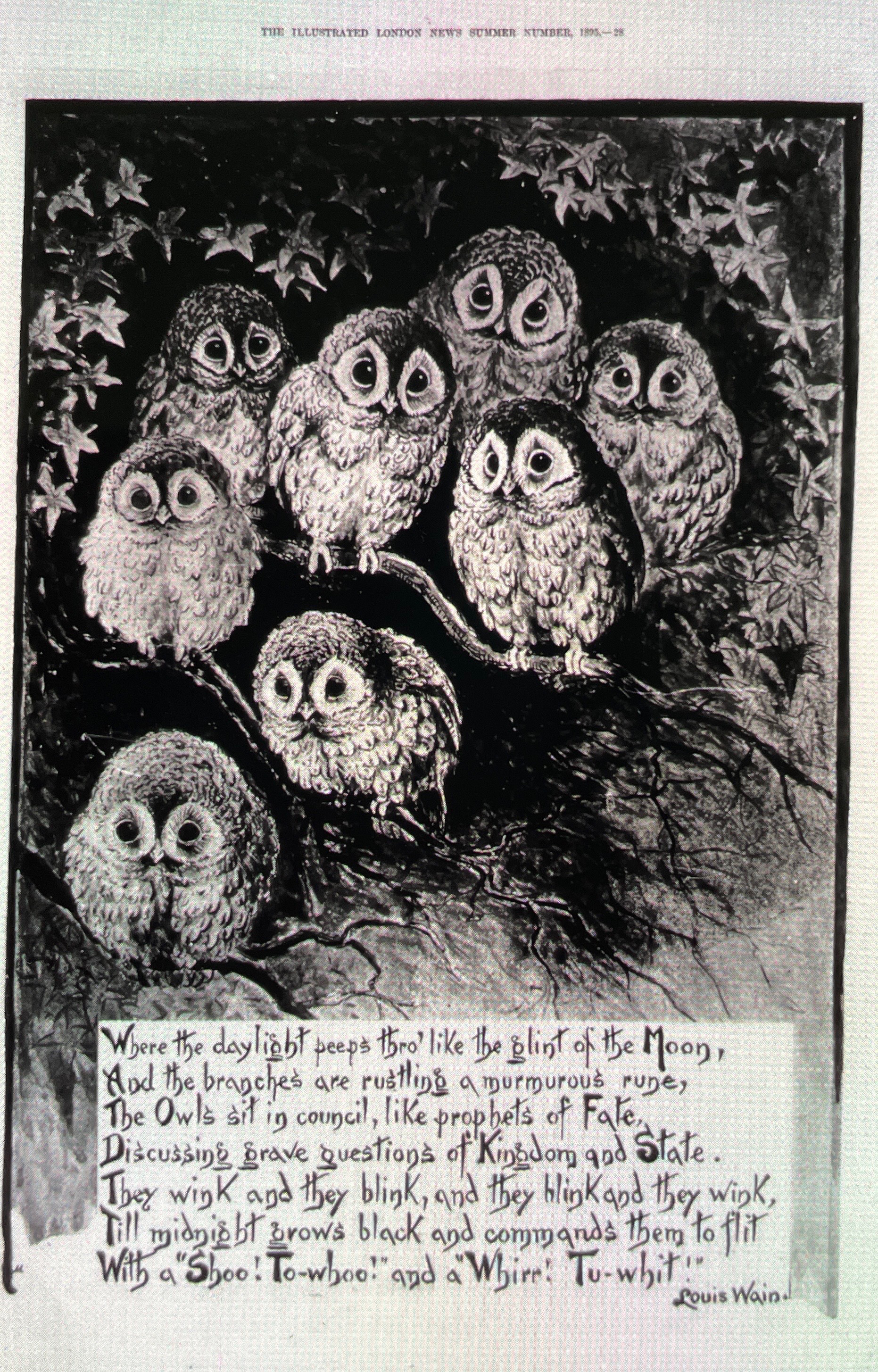
Poema sobre Corujas de Louis Wain

Wain foi um artista prolífico, completando centenas de desenhos por ano. Seus primeiros trabalhos foram principalmente para periódicos, mas na década de 1890 ele passou a ilustrar livros infantis; ao longo de sua vida, haveria mais de 100. :45 Em 1901, Wain produziu o primeiro Louis Wain Annual, que durou até 1921. Também foram publicados anúncios e cartões postais, entre outros, Raphael Tuck & Sons e Valentine & Sons.  Ele escreveu muitos dos livros que ilustrou e, como um reconhecido especialista em gatos, contribuiu com a seção sobre o gato doméstico em The Living Animals of the World (1901), de Hutchinson. :45
Em 1907, enquanto sua mãe e irmãs permaneciam em Kent, Wain partiu para Nova York, onde lhe foi oferecido um contrato pela Hearst Newspapers. Ele retornou à Inglaterra em 1910, após a morte de sua mãe. :71-75 Em 1914, ele produziu uma série de gatos de cerâmica 'futuristas', descritos por um crítico como "a última novidade em enfeites esquisitos". :77 Em outubro de 1914, Wain caiu da plataforma de um ônibus e sofreu uma concussão. Ele passou três semanas no hospital e recebeu ordem de repouso por seis meses. :79-80 Em 1917, Wain e suas quatro irmãs sobreviventes deixaram Westgate e se mudaram para Kilburn, em Londres. Sua irmã mais nova, Marie, morreu em 1913, após passar doze anos no East Kent County Lunatic Asylum. Sua irmã mais velha, Caroline, morreu de gripe logo após se mudar para Kilburn. :82

## Vida posterior
A demanda pelas fotos de Wain diminuiu significativamente em 1917 e, apesar das encomendas da editora Valentine & Sons para uma série de livros infantis, sua situação financeira deteriorou-se. Ele fez uma aventura de curta duração no cinema de animação, desenhando o primeiro gato de desenho animado "Pussyfoot", mas os desenhos animados não foram um sucesso no cinema. Hutchinson publicou um último Louis Wain Annual em 1921. Um novo aspecto dos desenhos de Wain neste volume foi o destaque dos tecidos estampados. :82-83

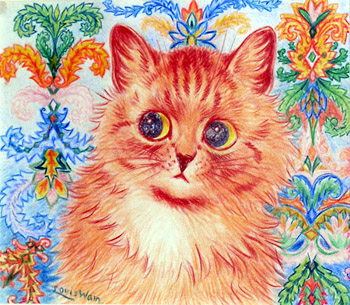
Este gato, como muitas pinturas posteriores de Wain, é mostrado com padrões abstratos por trás dele.

Em 1924, as irmãs de Wain o certificaram de louco e o internaram em uma ala para indigentes no Hospital Psiquiátrico de Springfield em Tooting, sul de Londres. Ele continuou a produzir obras de arte no hospital, com suas irmãs retirando suas fotos para vender. :91 Quando o livreiro Dan Rider, que fazia parte de um comitê de visitação de asilo, encontrou Wain no hospital, ele lançou um apelo para arrecadar dinheiro para o artista. Uma exposição do trabalho de Wain foi organizada e mais de £ 2.300 foram arrecadados, embora apenas £ 640 tenham chegado a Wain e suas irmãs (que também se tornaram beneficiárias do fundo). :99 O primeiro-ministro Ramsay MacDonald criou então um fundo para as irmãs de Wain e também providenciou pensões de lista civil para elas "em reconhecimento aos serviços de seu irmão à arte popular". Enquanto isso, Wain foi transferido para condições mais confortáveis no Bethlem Hospital e em maio de 1930 foi transferido novamente para o Napsbury Hospital em Hertfordshire, onde continuou a desenhar e pintar. :99 Uma exposição de sucesso de seu trabalho foi realizada nas Brook Street Art Galleries em 1931, com a renda revertida para suas irmãs. :101 Durante este período Wain ainda desenhava gatos, alguns deles estilizados, mas também desenhava paisagens em cores vivas. No Natal participava da decoração das enfermarias, como havia feito em Belém, e pintava cenas natalinas em espelhos. :105
Em novembro de 1938, Wain sofreu um derrame. Sua saúde piorou ainda mais e ele morreu em 4 de julho de 1939 e foi enterrado no Cemitério Católico de St Mary, Kensal Green. Ele deixou duas irmãs, Claire e Felicie, sua irmã Josephine morreu seis meses antes dele. :107-108 Uma exposição memorial foi realizada nas Galerias Brook Street em setembro de 1939. :111

## Legado
"Ele fez do gato seu. Ele inventou um estilo felino, uma sociedade felina, todo um mundo felino. Gatos ingleses que não se parecem e não vivem como os gatos Louis Wain têm vergonha de si mesmos." Estas palavras foram ditas pelo escritor H. G. Wells, durante uma transmissão de rádio para apoiar o apelo de 1925 a Wain. No mesmo ano, Ramsay MacDonald escreveu: "Louis Wain estava em todas as nossas paredes há cerca de 15 a 20 anos. Provavelmente nenhum artista proporcionou maior prazer aos jovens do que ele". 

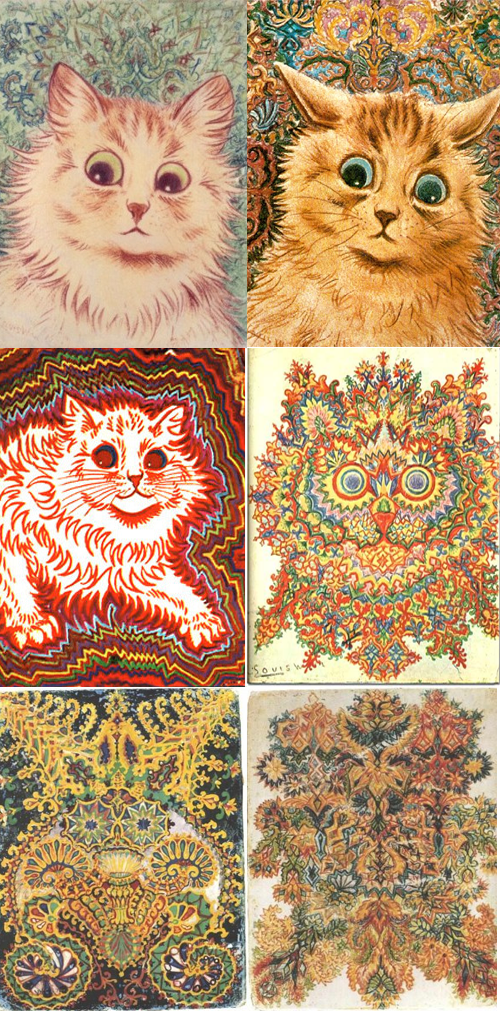
Gatos em vários estilos dos últimos anos de Wain em ordem cronológica desconhecida

Wain era visto como uma das principais autoridades em gatos, tornando-se presidente e presidente do National Cat Club e atuando como juiz em exposições de gatos. Ele também era procurado pelo crescente número de organizações dedicadas ao bem-estar animal. Ele era visto como responsável por elevar o status social dos gatos, por levá-los da sala de estar para uma posição onde até mesmo os membros do Parlamento pudessem anunciar com orgulho o seu entusiasmo por eles, sem medo do ridículo. Apesar de sua experiência indubitável, algumas das teorias de Wain sobre a criação e a natureza dos gatos eram vistas como excêntricas, assim como algumas de suas ideias sobre filosofia e ciência. 
Desde que Wain passou os últimos quinze anos de sua vida em hospitais psiquiátricos, tem havido especulações sobre sua condição mental e sugestões de que ele sofria de esquizofrenia, com exemplos de sua arte aparecendo em vários livros de psicologia em capítulos que cobrem o transtorno.  Em 1939, um psiquiatra, Walter Maclay, encontrou algumas pinturas de Wain em uma loja em Campden Hill e as colocou em uma sequência que, segundo ele, mostrava evidências de uma deterioração no estado mental do artista devido à esquizofrenia, embora as pinturas não fossem datado. A teoria de Maclay foi desafiada porque Wain ainda produzia pinturas em seu estilo antigo, bem como designs "caleidoscópicos" mais abstratos, enquanto estava em Napsbury. :127-8   Marcando o centenário do nascimento de Wain no The Guardian, o especialista em gatos Sidney Denham sugeriu que o colapso de Wain foi desencadeado por seu ferimento na cabeça, ocorrido após uma série de choques mentais graves. 
O trabalho posterior de Wain, onde seus gatos se dissolvem em padrões abstratos caleidoscópicos, foi identificado como um importante precursor da arte psicodélica dos anos 1960. 
Em 1972, o Victoria and Albert Museum dedicou uma grande exposição ao trabalho de Wain. 
A vida de Wain é o tema de The Electrical Life of Louis Wain, uma produção de 2021 da Amazon Studios estrelada por Benedict Cumberbatch como Wain e Claire Foy como sua esposa Emily Richardson. 

## Galeria

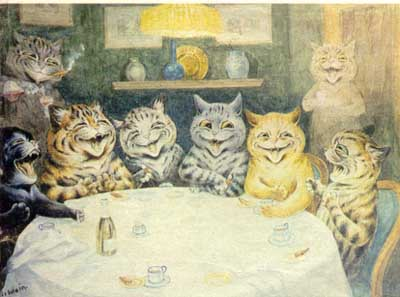
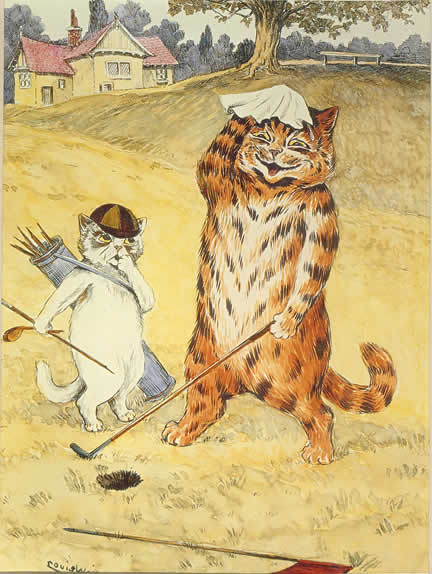
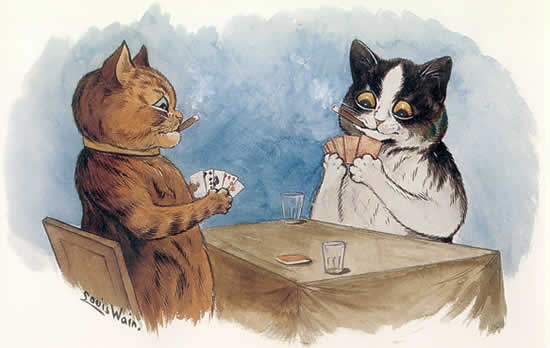
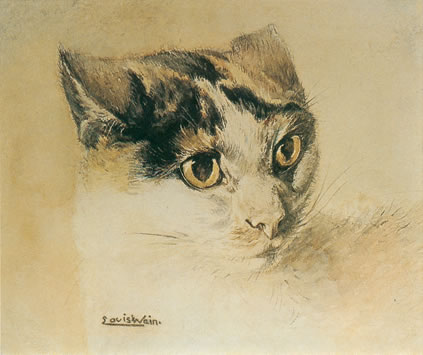

| Fase Normal |

| Fase Psicótica |

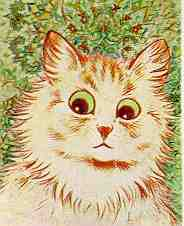
Estágio 1.
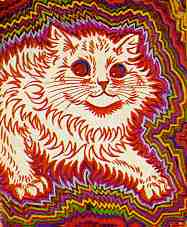
Estágio 2.
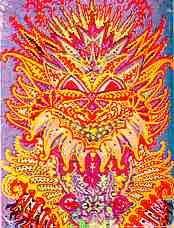
Estágio 3.
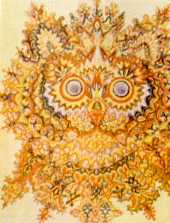
Estágio 4.
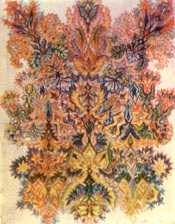
Estágio 5.